# Universität Assiut

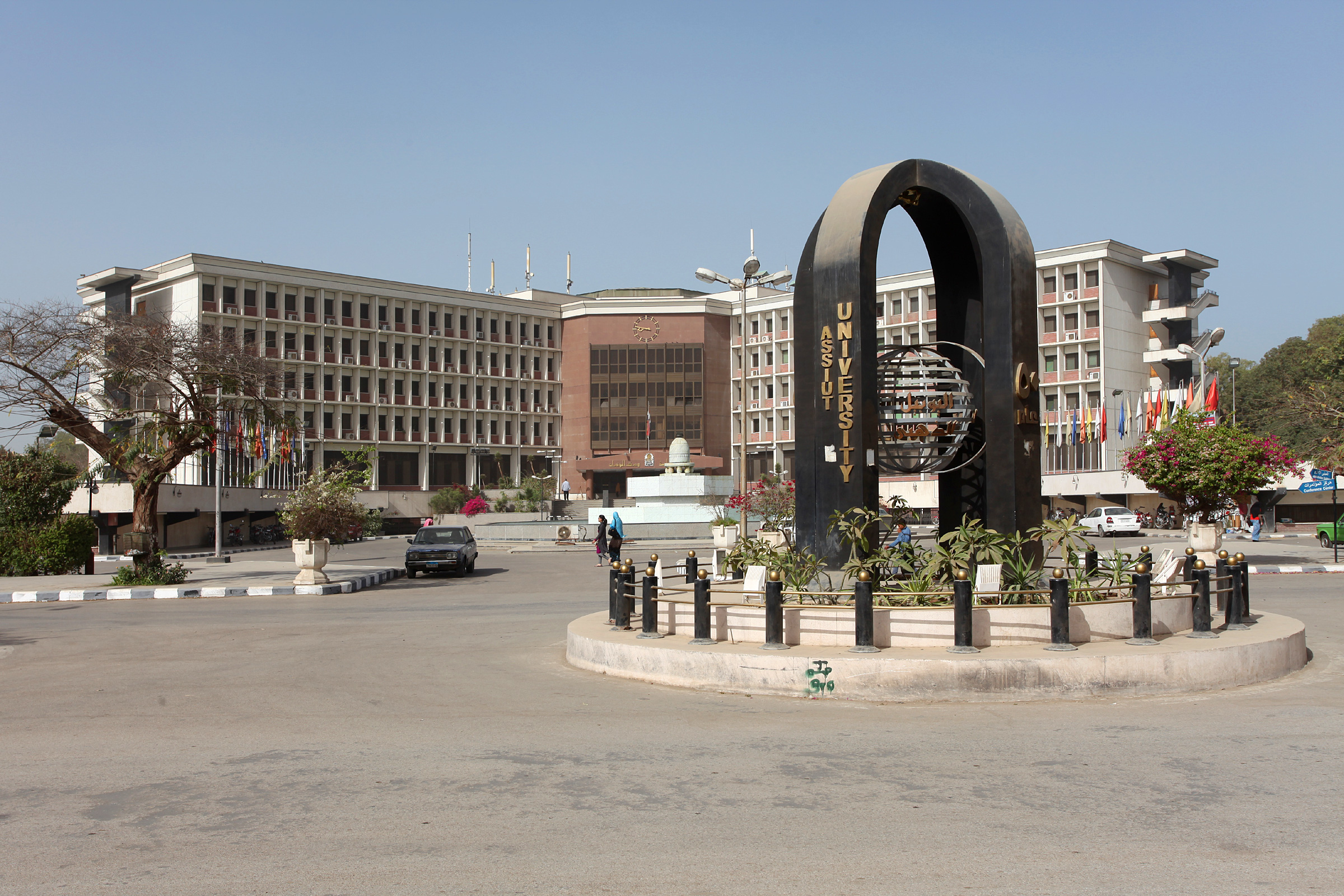

Die Universität Assiut ist eine ägyptische Universität in Oberägypten. Sie liegt in der gleichnamigen Stadt.
Die Universität wurde 1957 gegründet und gilt damit als die erste ägyptische Universität in Oberägypten. In den 1970er Jahren wurde ein Zweig als al-Minya-Universität ausgegründet.
Im Jahr 1998/99 waren an der Universität Assiut 62.776 Studenten eingeschrieben, im Jahr 2004/2005 waren es 63.995 Studenten (Undergraduate) und 4.927 Post-Graduate students.
Die Zahl der Dozenten der Uni ist von 21 Dozenten und sechs Assistenten im Jahre 1957 auf 2355 Dozenten (davon 24,6 % Frauen) und 1408 Assistenten (davon 48 % Frauen) im Jahre 2007 gestiegen.
Die offiziellen Unterrichtssprachen an der Uni sind je nach Fakultät Arabisch und Englisch.

## Fakultäten
Die Universität Assiut besitzt 14 Fakultäten:
- Naturwissenschaftliche Fakultät

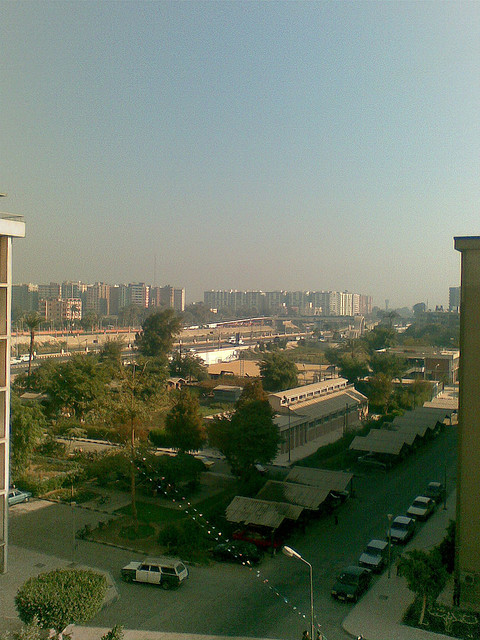
Ausblick von der Naturwissenschaftlichen Fakultät

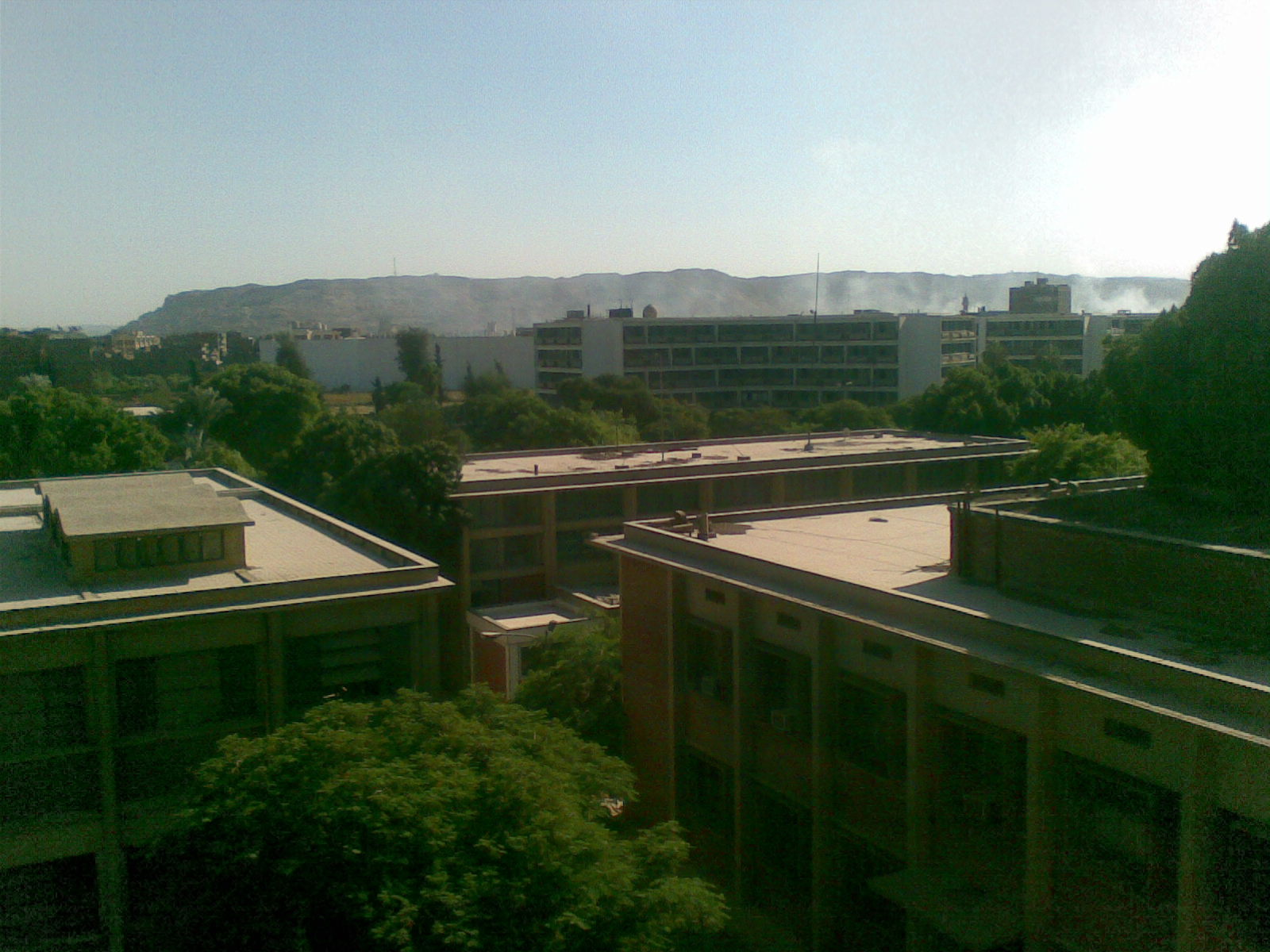
Ausblick von der Ingenieurwissenschaftlichen Fakultät

- Ingenieurwissenschaftliche Fakultät
- Agrarwissenschaftliche Fakultät
- Medizinische Fakultät
- Pharmazeutische Fakultät
- Tiermedizinische Fakultät
- Wirtschaftswissenschaftliche Fakultät

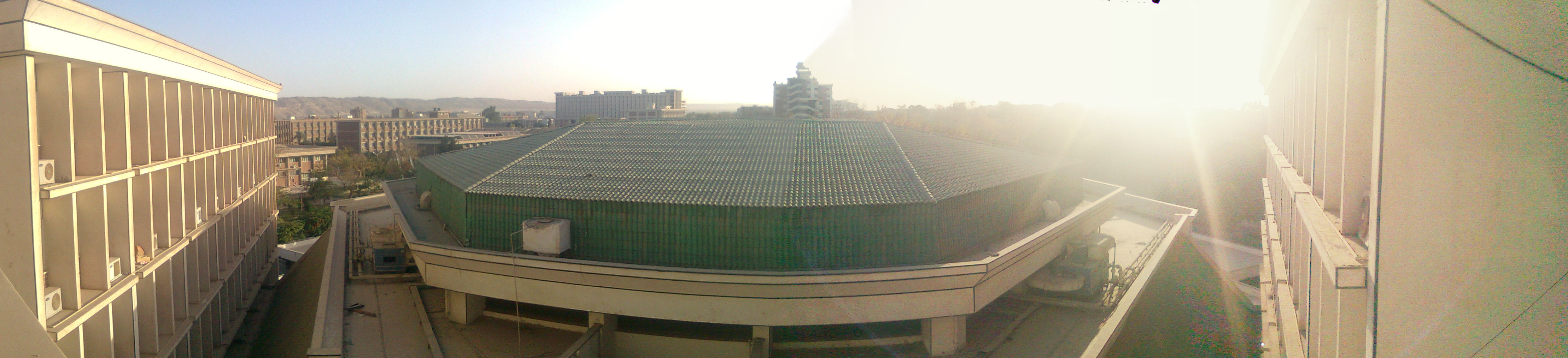
Campus der Universität Assiut

- Pädagogische Fakultät
- Juristische Fakultät
- Sportwissenschaftliche Fakultät
- Fakultät für Krankenpflege
- Sozialwissenschaftliche Fakultät
- Philosophische Fakultät
- Fakultät für Informatik

## Forschungsinstitute und Krankenhäuser
Zur Universität gehören zwei Forschungsinstitute:
- Das Institut für Zuckerherstellungstechnologie
- Das Südägyptische Institut für Tumortherapie

Zur Universität gehören folgende Krankenhäuser/Kliniken:
- Universitätsklinikum
- Kinderklinik
- Frauenklinik
- Klinik des Institutes für Tumortherapie
- Studentenkrankenhaus
- Klinik für Herzkrankheiten
- Klinik für Neurologie
- Klinik für Neuropsychologische Krankheiten
- Klinik für Nieren- und Blasenkrankheiten